# Thor (phim)
Thor (công chiếu ở Việt Nam với tên Thần Sấm) là một bộ phim nói về nhân vật siêu anh hùng cùng tên trong Marvel Comics. Được sản xuất bởi Marvel Studios và phân phối bởi Paramount Pictures, đây là bộ phim thứ 4 trong Vũ trụ Điện ảnh Marvel. Nó được đạo diễn bởi Kenneth Branagh, được viết bởi đội ngũ viết kịch bản của Ashley Edward Miller và Zack Stentz cùng với Don Payne, và Chris Hemsworth đóng vai nhân vật chính cùng với Natalie Portman, Tom Hiddleston, Stellan Skarsgård, Colm Feore, Ray Stevenson, Idris Elba, Kat Dennings, Rene Russo và Anthony Hopkins. Sau khi tham gia một cuộc chiến không cần thiết, Thor (Chris Hemsworth) bị trục xuất khỏi Asgard đến Trái đất, bị tước bỏ sức mạnh và chiếc búa Mjölnir. Khi em trai Loki (Tom Hiddleston) âm mưu chiếm ngai vàng Asgard, Thor phải chứng tỏ mình xứng đáng.
Sam Raimi lần đầu tiên phát triển ý tưởng về một bộ phim chuyển thể dựa trên Thor vào năm 1991, nhưng ngay sau đó đã từ bỏ dự án, để nó trong "địa ngục phát triển" trong vài năm. Trong thời gian này, các hãng phim khác nhau đã chọn bản quyền cho đến khi Marvel ký hợp đồng với Mark Protosevich để phát triển dự án vào năm 2006, đồng thời lên kế hoạch tài trợ và phát hành nó thông qua Paramount. Matthew Vaughn được chỉ định làm đạo diễn cho bộ phim dự kiến phát hành năm 2010. Tuy nhiên, sau khi Vaughn được giải phóng khỏi hợp đồng nắm giữ vào năm 2008, Branagh đã được tiếp cận và việc phát hành bộ phim được dời lại sang năm 2011. Các nhân vật chính được chọn vào năm 2009, và phần chụp ảnh chính diễn ra ở California và New Mexico từ tháng 1 đến tháng 5 năm 2010. Bộ phim đã được chuyển đổi sang 3D trong phần hậu kỳ.
Thor được công chiếu lần đầu tại Sydney vào ngày 17 tháng 4 năm 2011, và được phát hành tại Hoa Kỳ vào ngày 6 tháng 5, như một phần của Giai đoạn Một của MCU. Bộ phim thành công về mặt tài chính, thu về 449,3 triệu đô la trên toàn thế giới. Các nhà phê bình khen ngợi màn trình diễn, nhân vật, chủ đề và hiệu ứng đặc biệt nhưng lại chỉ trích cốt truyện. Hai phần tiếp theo đã được phát hành: Thor: The Dark World (2013) và Thor: Ragnarok (2017). Phần phim thứ tư, Thor: Love and Thunder, dự kiến phát hành vào tháng 7 năm 2022.

## Nội dung
Năm 965, Odin (Anthony Hopkins), vị vua xứ Asgard, phát động chiến tranh chống bọn người khổng lồ băng (Frost Giants) xứ Jotunheim do Laufey (Colm Feore) cầm đầu, để ngăn chặn việc chúng đô hộ Chín Vương Quốc (Nine Realms), bắt đầu từ Trái Đất. Lực lượng Asgard đã đánh bại lũ khổng lồ và tịch thu nguồn năng lượng của chúng là Chiếc tráp mùa đông vĩnh cửu (Casket of Ancient Winters), mặc dù Odin mất mắt phải trong trận đánh cuối cùng ở Jotunheim.
Hiện tại, con trai của Odin là Thor (Chris Hemsworth) được vua cha trao chiếc búa Mjolnir, đang chuẩn bị kế vị ngai vàng trị vì Asgard, thì phải bỏ dở vì bọn khổng lồ đột nhập định lấy lại cái tráp, ngay sau đó những tên trộm đã bị tiêu diệt ngay bởi Kẻ hủy diệt (the Destroyer) - bộ giáp rỗng làm nhiệm vụ canh gác kho tàng. Mặc cho Odin ngăn cấm, Thor cùng em trai Loki (Tom Hiddleston), người bạn thời thơ ấu Sif (Jaimie Alexander) và bộ ba chiến binh (Volstagg (Ray Stevenson) - Fandral (Joshua Dallas) - Hogun (Tadanobu Asano) tìm đến vị thần canh giữ cây cầu Bifrost là Heimdall, nhờ ông mở cổng dẫn cả nhóm đi Jotunheim gây hấn với Laufey. Một trận chiến nảy lửa diễn ra ở Jotunheim, bất lợi nghiêng dần về phía các chiến binh Asgard. Odin đến giải cứu kịp thời, cứu thoát cả nhóm và hành động đó kết thúc hiệp ước hòa bình tạm thời giữa hai bên. Sau khi trở về Asgard, Odin trừng phạt con trai mình bằng cách tước bỏ sức mạnh của Thor và đày con xuống Trái Đất. Ông ném Mjolnir - vũ khí của Thor cũng xuống Trái Đất, sau khi yểm bùa: "Bất cứ ai cầm chiếc búa này và nếu xứng đáng, sẽ được sở hữu sức mạnh của Thor".
Thor rơi xuống New Mexico trong tình cảnh thể trạng chỉ còn ngang bằng một người Trái Đất. Nhóm khoa học gia gồm nhà nghiên cứu vật lý học thiên thể Jane Foster (Natalie Portman), trợ tá Darcy Lewis (Kat Dennings) và tiến sĩ Erik Selvig (Stellan Skarsgård) phát hiện ra Thor. Còn những người dân địa phương tìm thấy chiếc búa Mjolnir nhưng không ai lấy nổi chiếc búa. Lời đồn nhanh chóng đến tai tổ chức SHIELD, họ cử Phil Coulson (Clark Gregg) đại diện đến đây trưng dụng cả khu vực. Rồi Coulson trưng dụng những tư liệu nghiên cứu của Jane về lỗ sâu đã đưa Thor tới Trái Đất. Thor khi biết được chiếc búa Mjolnir ở đâu, đã tìm đến nơi đó để lấy lại, nhưng cũng không nhấc nổi chiếc búa và bị bắt giữ thẩm vấn. Nhờ tiến sĩ Selvig, Thor được tại ngoại. Loki cũng xuất hiện bằng cách cải trang trà trộn vào SHIELD, còn nói dối Thor rằng Odin đã chết. Ân hận, Thor muốn rời xa quê nhà chấp nhận sự lưu đày, tình nguyện ở lại Trái Đất vì đã phải lòng Jane.
Nhớ lại việc mình không bị bỏng lạnh bởi tộc khổng lồ băng trong trận chiến ở Jotunheim, Loki thử tiếp xúc với chiếc tráp và khám phá được chuyện mình là con bị bỏ rơi của Laufey, được Odin đem về nuôi sau khi chiến tranh với tộc Jotunheim kết thúc. Do Loki từ nhỏ được người mẹ nuôi là hoàng hậu Frigga nuông chiều, dạy phép thuật, nên cậu có nhiều tật xấu, khôn lỏi và không đáng tin cậy. Loki đố kỵ với Thor vì Thor hơi khờ nhưng lại có được sức mạnh và sự tin tưởng từ vua cha.
Odin cãi nhau với Loki và vì căng thẳng quá độ đã sớm rơi vào "giấc ngủ của Odin" để hồi phục sức khỏe. Loki tạm thời kế vị ngai vua và dàn dựng cảnh Laufey đến mưu sát Odin giành lại chiếc tráp. Sif và bộ ba chiến binh không phục Loki, đã xin Heimdall (Idris Elba) - người canh gác cây cầu Bifröst cho họ đến Trái Đất để tìm Thor. Nhờ vậy Thor mới biết mình đã bị lừa. Phát giác, Loki đóng băng Heimdall để chặn đường về của họ, rồi phái Kẻ hủy diệt truy lùng họ và trừ khử Thor, lúc đến thị trấn, Loki đã sử dụng vũ khí này san bằng một số ngôi nhà, cửa hàng và đánh nhau kịch liệt với nhóm chiến binh bạn Thor, dụ dỗ Thor phải nộp thân mình để cứu họ. Thor bị đánh trọng thương và nằm chờ chết, nhưng sự hy sinh của Thor đã chứng tỏ anh có xứng đáng với búa Mjolnir. Chiếc búa bay về tay Thor, giúp Thor khôi phục sức mạnh để đánh bại Kẻ hủy diệt. Thor cũng không quên yêu cầu Phil Coulson trao trả lại tư liệu nghiên cứu cho Jane, đổi lại, anh sẽ coi Phil và tổ chức là bạn bè. Sau khi hôn từ biệt Jane và hứa sẽ trở về, Thor cùng đồng đội quay lại Asgard để cứu Heimdall, và hợp sức chống lại Loki.
Tại Asgard, Loki trừ khử luôn Laufey, bộc lộ âm mưu dùng hành động của Laufey làm cái cớ để tiêu diệt xứ Jotunheim bằng năng lượng cây cầu Bifröst, nhằm chứng tỏ năng lực bản thân với Odin, cũng như tiết lộ rằng chính hắn đã chỉ đường đột nhập cho bọn khổng lồ vì đố kị với Thor. Thor xuất hiện và đánh bại Loki, sau đó hủy diệt cây cầu Bifröst để ngăn chặn âm mưu của Loki. Odin thức dậy và kịp thời cứu hai anh em không bị rơi xuống vực khi cây cầu gãy ra, nhưng Loki đã tự buông tay và rơi vào không gian. Thor tạ lỗi Odin, thú nhận mình vẫn còn nhiều điều để học, trong khi ở Trái Đất, Jane và nhóm của mình nỗ lực nghiên cứu tìm lối để đến xứ Asgard.
Trong cảnh sau phần giới thiệu hết phim, tiến sĩ Selvig được đưa đến cơ quan của tổ chức SHIELD, tại đây Nick Fury (Samuel L. Jackson) nhờ ông nghiên cứu một khối lập phương sáng chói, mà Fury bảo là nó chứa một sức mạnh bí ẩn. Loki sử dụng ảo ảnh nói chuyện đã thuyết phục Selvig đồng ý.

## Phê bình

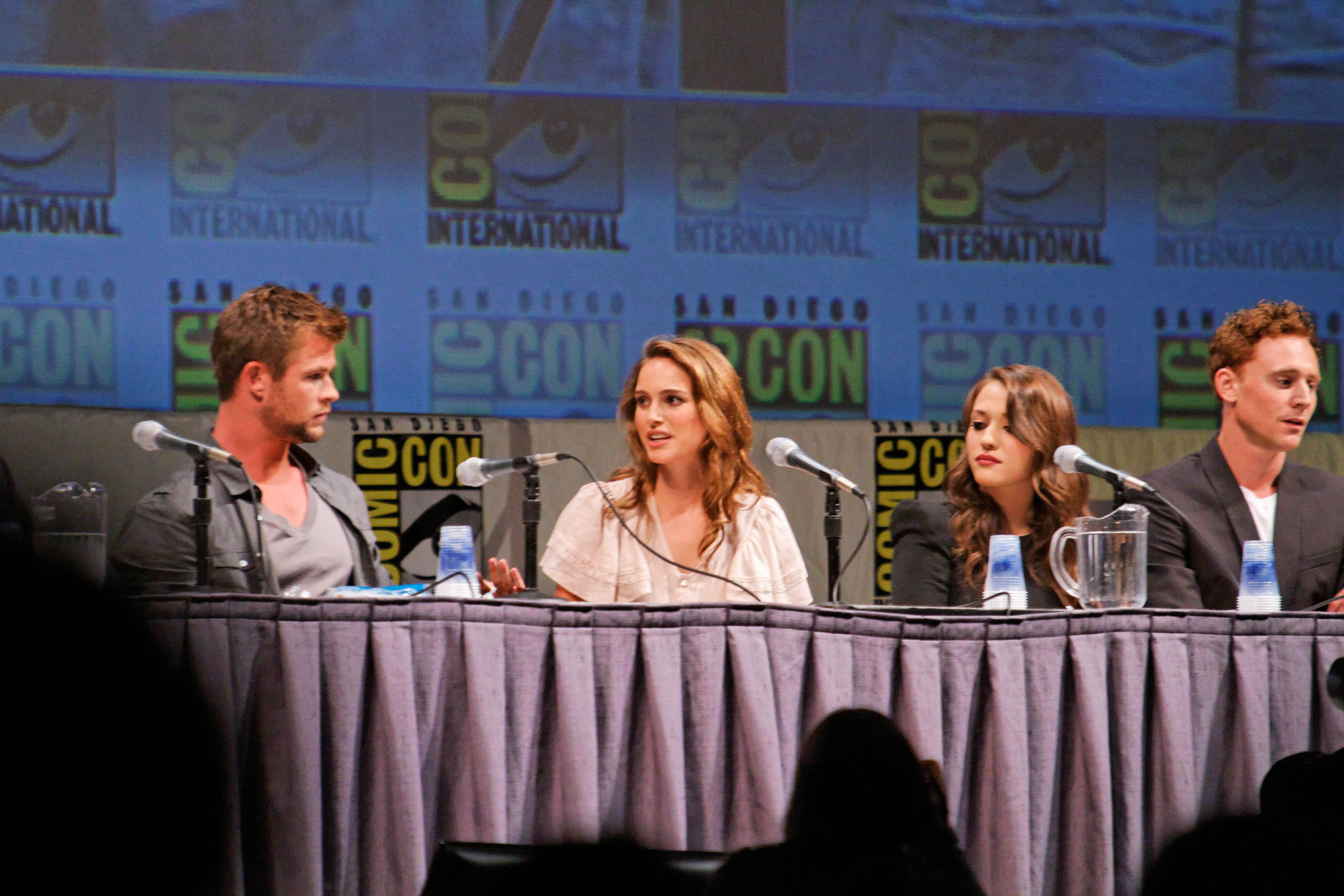
Dàn diễn viên từ trái sang: Chris Hemsworth, Natalie Portman, Kat Dennings và Tom Hiddleston.

Các nhà phê bình đánh giá chất lượng bộ phim ở mức trung bình khá. Phim mang tính giải trí rất cao và dàn dựng công phu. Tuy nhiên, nó bị chê ở chỗ công đoạn tiếp thị cho bộ phim được thực hiện hơi quá lố.

## Giải thưởng
| Giải                               | Hạng mục                       | Đối tượng nhận giải | Kết quả |
| ---------------------------------- | ------------------------------ | ------------------- | ------- |
| 2011 Giải Sự lựa chọn của Giới trẻ | Nam diễn viên điện ảnh đột phá | Chris Hemsworth     | Đề cử   |